# 50 kilometer gång för herrar vid Världsmästerskapen i friidrott 2019
Herrarnas 50 kilometer gång vid Världsmästerskapen i friidrott 2019 avgjordes 28–29 september 2019 i Doha, Qatar.

## Resultat
Tävlingen startade den 28 september klockan 23:30.
| Placering | Namn                   | Nationalitet   | Tid     | Noteringar |
| --------- | ---------------------- | -------------- | ------- | ---------- |
| 1         | Yusuke Suzuki          | Japan          | 4:04.20 |            |
| 2         | João Vieira            | Portugal       | 4:04.59 |            |
| 3         | Evan Dunfee            | Kanada         | 4:05.02 |            |
| 4         | Niu Wenbin             | Kina           | 4:05.36 |            |
| 5         | Luo Yadong             | Kina           | 4:06.49 |            |
| 6         | Brendan Boyce          | Irland         | 4:07.46 |            |
| 7         | Carl Dohmann           | Tyskland       | 4:10.22 |            |
| 8         | Jesús Ángel García     | Spanien        | 4:11.28 |            |
| 9         | Maryan Zakalnytskyy    | Ukraina        | 4:12.28 | 0SB0       |
| 10        | Narcis Mihăilă         | Rumänien       | 4:13.56 |            |
| 11        | Quentin Rew            | Nya Zeeland    | 4:15.54 |            |
| 12        | Ato Ibáñez             | Sverige        | 4:17.04 |            |
| 13        | Rafał Augustyn         | Polen          | 4:20.25 |            |
| 14        | Mathieu Bilodeau       | Kanada         | 4:21.13 |            |
| 15        | Arturas Mastianica     | Litauen        | 4:21.54 |            |
| 16        | Michele Antonelli      | Italien        | 4:22.20 |            |
| 17        | Alexandros Papamichail | Grekland       | 4:22.39 |            |
| 18        | Horacio Nava           | Mexiko         | 4:24.16 |            |
| 19        | Marc Tur               | Spanien        | 4:24.38 |            |
| 20        | Jarkko Kinnunen        | Finland        | 4:25.36 |            |
| 21        | Arnis Rumbenieks       | Lettland       | 4:28.18 |            |
| 22        | Artur Brzozowski       | Polen          | 4:30.17 |            |
| 23        | Jonathan Hilbert       | Tyskland       | 4:30.43 |            |
| 24        | Marc Mundell           | Sydafrika      | 4:41.39 |            |
| 25        | Valeriy Litanyuk       | Ukraina        | 4:42.18 |            |
| 26        | Bence Venyercsán       | Ungern         | 4:45.04 |            |
| 27        | Hayato Katsuki         | Japan          | 4:46.10 |            |
| 28        | Rafał Sikora           | Polen          | 4:50.08 | 0SB0       |
| 29        | Ivan Banzeruk          | Ukraina        | DNF     | DNF        |
| 29        | Teodorico Caporaso     | Italien        | DNF     | DNF        |
| 29        | Andrés Chocho          | Ecuador        | DNF     | DNF        |
| 29        | José Ignacio Díaz      | Spanien        | DNF     | DNF        |
| 29        | Yohann Diniz           | Frankrike      | DNF     | DNF        |
| 29        | Dzmitry Dziubin        | Belarus        | DNF     | DNF        |
| 29        | Máté Helebrandt        | Ungern         | DNF     | DNF        |
| 29        | Tomohiro Noda          | Japan          | DNF     | DNF        |
| 29        | Isaac Palma            | Mexiko         | DNF     | DNF        |
| 29        | Aku Partanen           | Finland        | DNF     | DNF        |
| 29        | Nathaniel Seiler       | Tyskland       | DNF     | DNF        |
| 29        | Matej Tóth             | Slovakien      | DNF     | DNF        |
| 29        | Claudio Villanueva     | Ecuador        | DNF     | DNF        |
| 29        | Wang Qin               | Kina           | DNF     | DNF        |
| 29        | Cameron Corbishley     | Storbritannien | DQ      | DQ         |
| 29        | Håvard Haukenes        | Norge          | DQ      | DQ         |
| 29        | Dominic King           | Storbritannien | DQ      | DQ         |
| 29        | Ruslans Smolonskis     | Lettland       | DQ      | DQ         |